# IGCC
IGCC(integrated gasification combined cycle, 석탄가스화복합발전)는 석탄 가스화로 합성가스를 만들어 이를 통해 발전을 하는 것을 말한다.
현재는 상용화 초기단계이지만, 2010년 이후 미국이 정부의 지원을 받아 IGCC 상용화 개발을 주도하고 있으며, 세계적으로 2014년까지 25.5GW의 상용화를 추진 중이다. IGCC 기술의 핵심공정인 가스화 공정기술은 쉘(Shell), GE, Uhde, Conoco-Phillips, 미쓰비시중공업 등 선진국 특정업체만이 원천기술을 보유하고 있으며, 이들 업체들은 정부 주도로 약 30년 이상 수조원의 개발비를 들여 실증플랜트를 현재 상용화 중이다.

IGCC의 다이어그램

## 대한민국
2006년 정세균 산업자원부 장관은 미국을 방문해 새뮤얼 보드먼 미국 에너지부 장관과 회담을 갖고 석탄 가스화 발전소 개발사업인 퓨처젠(FutureGen) 프로그램에 가입했다. 1천만 달러를 투자할 것이다.
2011년 말 두산중공업은 국내 첫 석탄 가스화 실증 플랜트를 수주하였다. 석탄가스화 기술은 세계적으로 5개 실증 플랜트만 운영될 정도로 아직 상용화되지 않은 고난이도 기술이다.
지식경제부는 2012년 이후 수명이 다하는 기존 화력발전소를 모두 IGCC로 대체할 계획이다. 하지만 2020년 문재인 정부의 탈석탄 정책에 의해 IGCC는 무산되었다.